# Municipio de Shiloh (condado de Edgar)
El municipio de Shiloh (en inglés: Shiloh Township) es un municipio ubicado en el condado de Edgar en el estado estadounidense de Illinois. En el año 2010 tenía una población de 162 habitantes y una densidad poblacional de 1,07 personas por km².

## Geografía
El municipio de Shiloh se encuentra ubicado en las coordenadas 39°44′57″N 87°51′30″O / 39.74917, -87.85833. Según la Oficina del Censo de los Estados Unidos, el municipio tiene una superficie total de 151.16 km², de la cual 151,16 km² corresponden a tierra firme y (0 %) 0 km² es agua.

## Demografía
Según el censo de 2010, había 162 personas residiendo en el municipio de Shiloh. La densidad de población era de 1,07 hab./km². De los 162 habitantes, el municipio de Shiloh estaba compuesto por el 93,83 % blancos, el 0,62 % eran amerindios, el 0,62 % eran de otras razas y el 4,94 % eran de una mezcla de razas. Del total de la población el 1,23 % eran hispanos o latinos de cualquier raza.